# Palestina
|  | No s'ha de confondre amb Territoris Palestins o Estat de Palestina. |

|  | Per a altres significats, vegeu «Palestina (desambiguació)». |

Mapa actual de l'estat d'Israel

Palestina (grec antic: Παλαιστίνη, Palaistinē; llatí: Syria Palæstina; àrab: فلسطين, Filasṭīn, Falasṭīn, Filisṭīn; hebreu: פלשת - פלשתינה‎, Pléixet - Palestina, o ארץ ישראל, Eretz Israel) és una regió històrica del Pròxim Orient compresa entre el mar Mediterrani i el Jordà, on actualment es troben l'Estat d'Israel i els Territoris Palestins, sota l'Autoritat Nacional Palestina. És tal com es va designar tradicionalment l'antic país de Canaan o d'Israel, sobretot a partir de la revolta jueva (132-135), en què l'antiga Judea que formà part de la província romana de Síria va esdevenir província de Síria-Palestina o simplement Palestina.

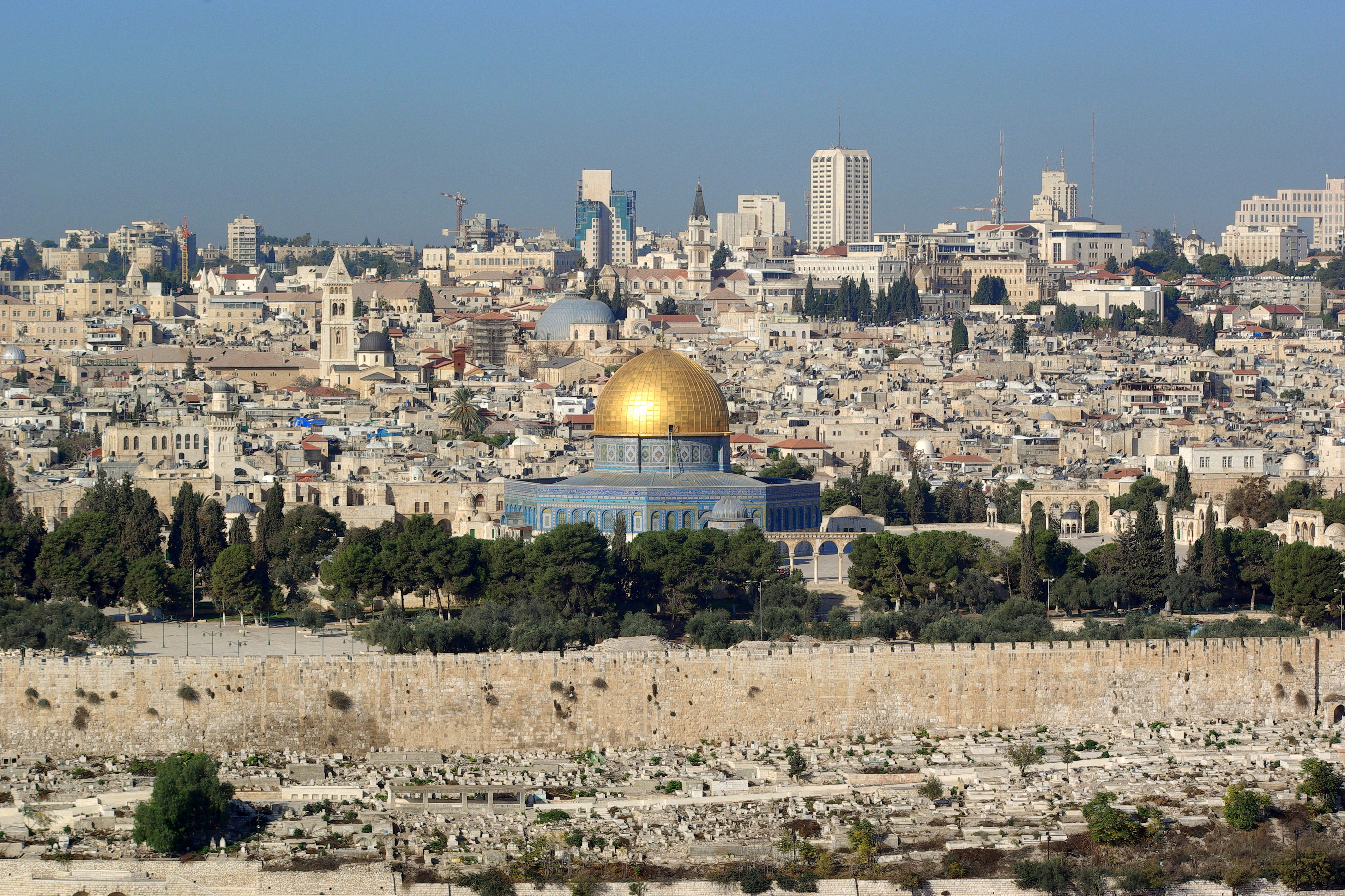
Vista de Jerusalem, amb la cúpula de la Roca en primer terme

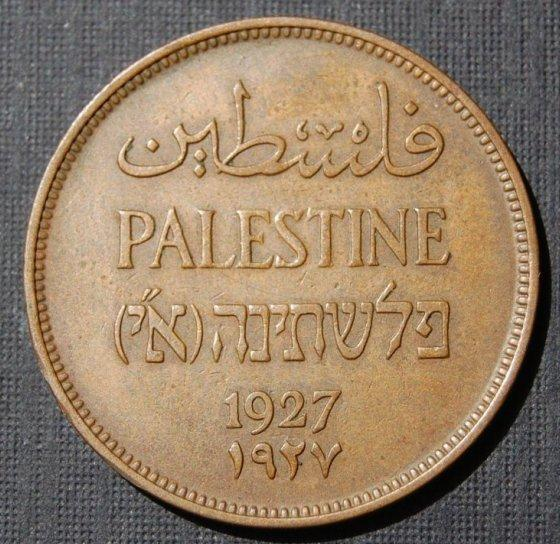
Un mill, la moneda utilitzada durant el Mandat britànic

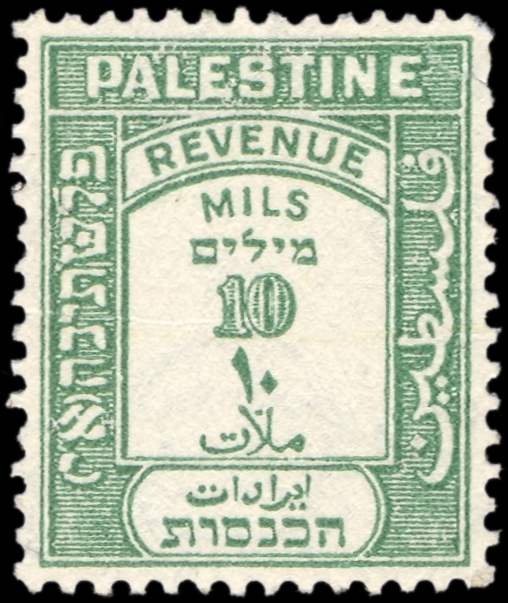
Segell de deu mills

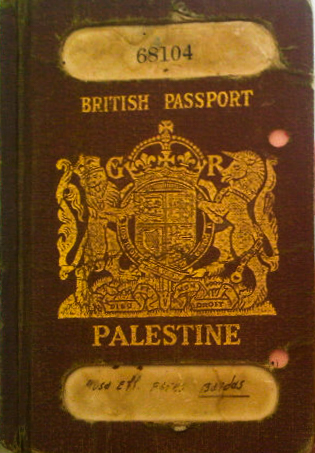
Passaport del Mandat britànic de Palestina

Limita amb Egipte al sud, el Líban i Síria al nord, Jordània a l'est i la mar Mediterrània a l'oest. Palestina, bressol de civilitzacions i de religions, és la Terra Santa dels cristians, la terra bíblica dels jueus, i lloc sagrat per als musulmans.
Històricament, ha sigut un país de conflictes territorials i religiosos, molt agreujats des de l'establiment de l'estat d'Israel. En l'actualitat, l'Autoritat Nacional Palestina seu entre els estats observadors de l'ONU a l'espera de poder seure entre els estats membres de ple dret.
El gentilici de la regió històrica és palestinenc i palestinenca, mentre que el del poble actual és palestí i palestina.

## Etimologia
La paraula Palestina deriva de Plesheth, un nom que apareix sovint en la Bíblia i que ha esdevingut filisteu en català o philistine en anglès. Plesheth, que té per arrel palash, tenia el significat de 'migrador'. Els filisteus no eren àrabs, ni tan sols semites, estaven més a prop dels grecs amb orígens a l'Àsia Menor i localitats gregues. No parlaven àrab. No tenien cap connexió, ètnica, lingüística o històrica amb Aràbia o els àrabs. Els filisteus van arribar a la zona vers el 1200 aC en les migracions dels Pobles de la Mar i van ocupar terres dels cananeus semites.
Filistin fou el nom que els musulmans van donar a Palestina. Amr al-As va envair la regió de Gaza el febrer o març del 634. Conquerida Gaza, van atacar Cesarea de Palestina (Kaysariyya) el juliol i la van assetjar. El contraatac romà d'Orient va fer aixecar el setge, però els grecs foren derrotats a Adjnadayn (estiu del 634) i després els musulmans van poder ocupar les diverses ciutats i pobles com Samària (Sebasteya), Nablús, Lydda (Ludd), Yubna, Emmaús (Amwas), Bayt Djibrin i Jaffa (Yafa). Després de la batalla del Yarmuk (Yarmuk), del 15 al 20 d'agost del 636, amb una decisiva victòria musulmana, Jerusalem fou assetjada i va capitular. Els musulmans van entrar llavors a Síria (637), mentre reprenien el setge de Cesarea, que altre cop van abandonar per marxar a Egipte. Amr va deixar el comandament a Yazid ibn Abi Sufyan i després al germà d'aquest. El 640 o 641, Cesarea fou ocupada. L'antiga Palestina Prima fou transformada en el jund de Filistin i la capital es va fixar a Luud i després a Ramla, fundada pels musulmans (i en fou governador Sulayman ibn Abd al-Malik, que el 715 va esdevenir califa). Sulayman va construir també a l'esplanada de Jerusalem (Haram) la mesquita d'Al-Aqsa i el Kubbat al-Sakhra. El jund, amb superfície variable, va subsistir fins al segle xii. El Nègueb (al-Tih) i Sinaí foren part del jund.
Després dels governs teòricament califals dels tulúnides i ikhxídides, el 969 va passar als fatimites. Durant el govern dels califes fatimites, els djarràhides instal·lats a Ramla van dominar temporalment la regió. Sota el califa fatimita Al-Hàkim bi-amr-Al·lah (996–1021), el Sant Sepulcre de Jerusalem fou destruït i es van prendre mesures contra els cristians. A finals del segle xi, el turc Atsiz ibn Uvak va dominar Palestina i, efímerament, la van dominar després els ortúkides, que foren expulsats pels fatimites (1086-1097), just quan va arribar la Primera Croada, que va fundar el Regne de Jerusalem (1099-1187) conquerit per Saladí. Recuperada pels aiubites, part de Palestina amb Jerusalem fou retornada als croats el 1229 per un tractat concedit per l'aiubita al-Kamil ibn al-Adil (1218-1238).

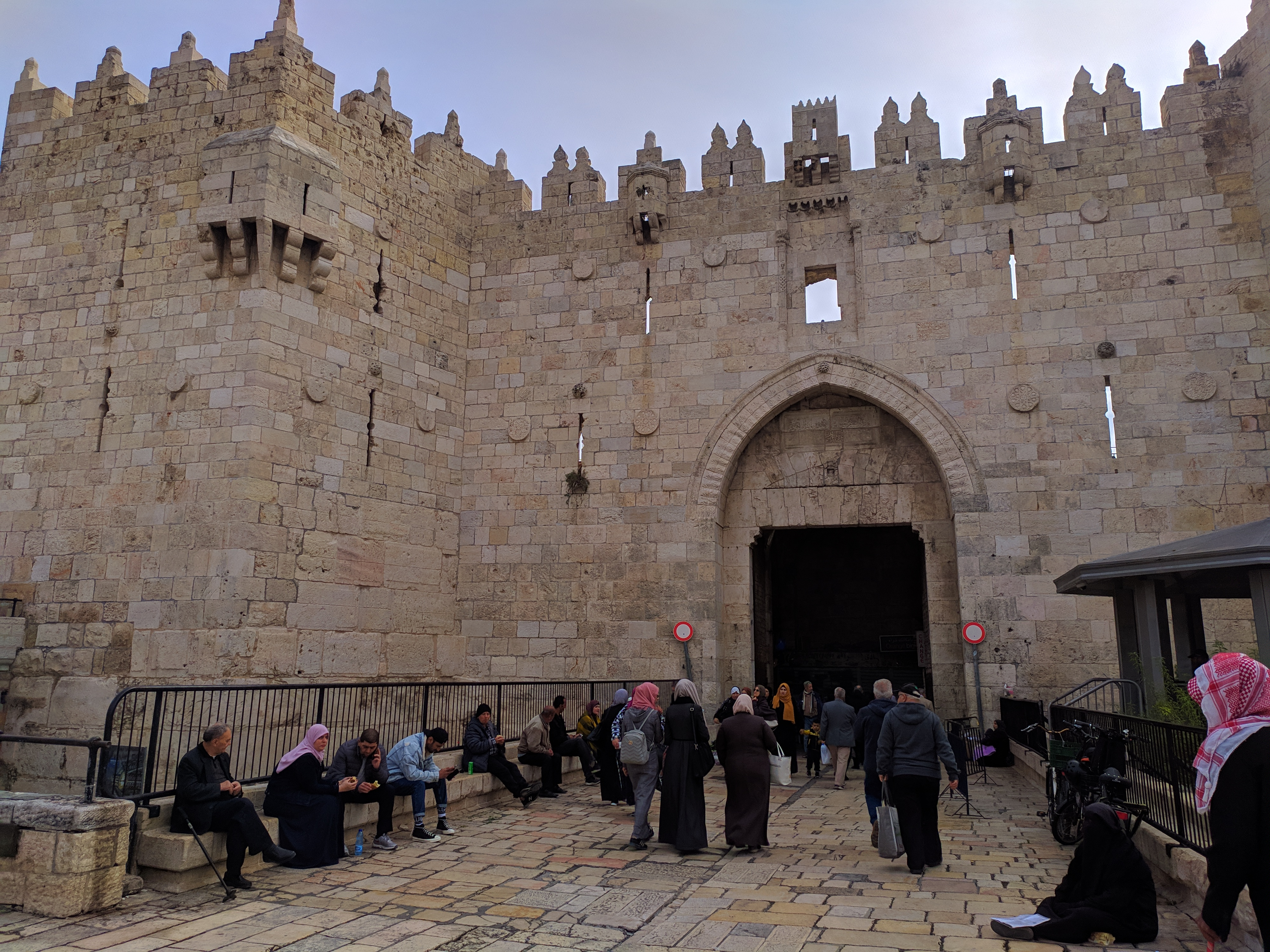
Porta de Damasc, Jerusalem

Sota els mamelucs Filistin va dependre de la nihaya de Damasc i la formaven sis districtes: Ludd, Gaza, Kakun, al-Kuds (Jerusalem), al-Khalil (Hebrón) i Nablus. El 1270, els mamelucs van ocupar Ascaló als croats, que el 1291 foren expulsats de les seves darreres places fortes, Cesarea i Acre. El 1516, després de la batalla de Dabik, la regió va passar als otomans.

## Geografia

### Muntanyes
Al nord, queda delimitada pels darrers contraforts de l'Hermon (2.814 m) i les muntanyes de l'Hauran (1.830 m). Al centre, Cisjordània es caracteritza per la cadena muntanyosa que la travessa en direcció nord-sud al centre del país (Samaria, 940 m, i Judea, 1.027 m). Al nord-oest, hi ha el massís muntanyós de Galilea (1.208 m), amb una important derivació que arriba fins a la Mediterrània, el mont Carmel (650 m).

### Deserts

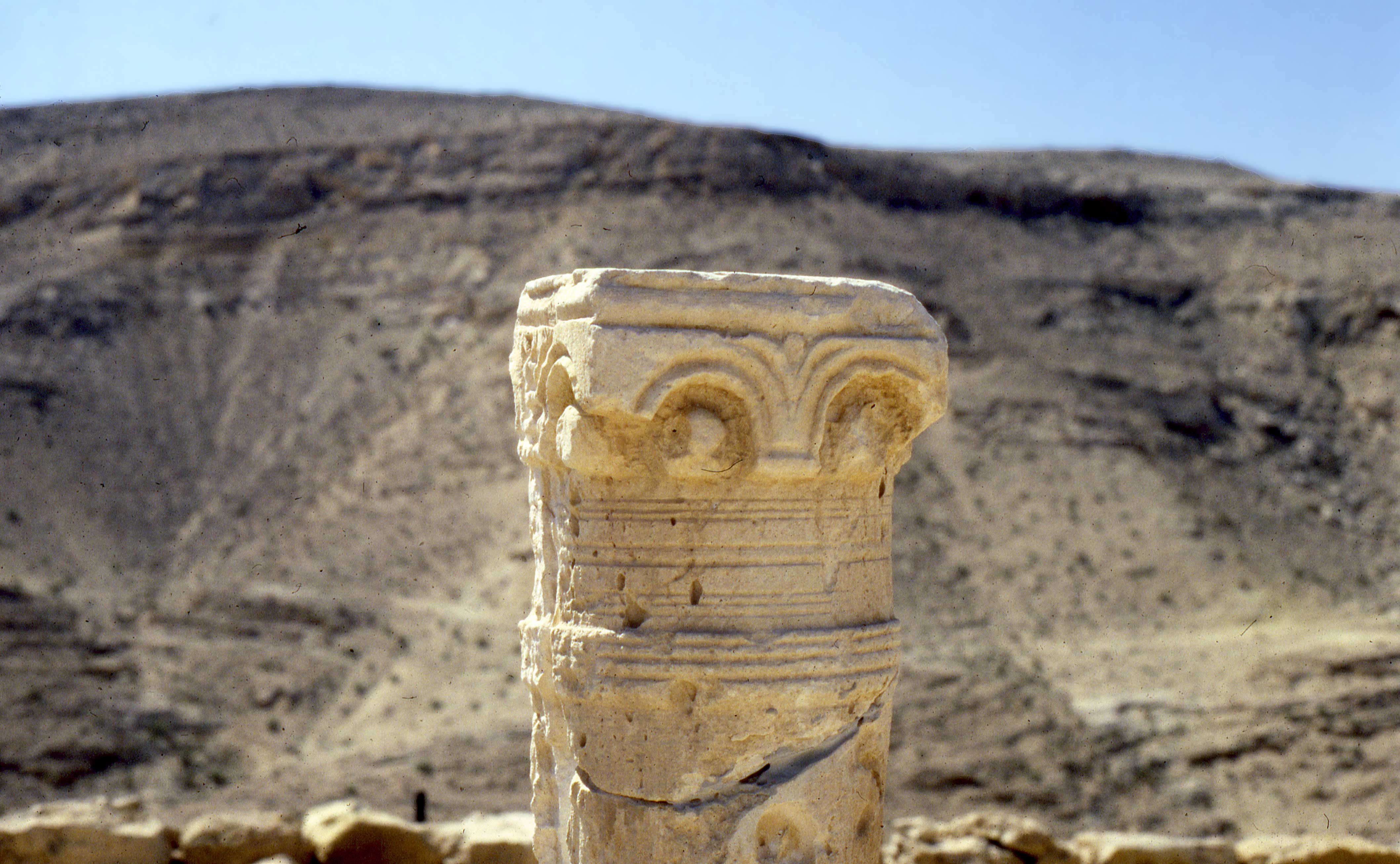
Ruïnes al desert del Nègueb

- Al sud, queda delimitat pel desert del Nègueb, que amb la fundació de ciutats i pobles israelianopalestins, comença a reprendre la vitalitat agrícola i mineral de què fruí en altres temps.
- Desert de Síria.
- A la banda sud-oriental, el desert de Judà.

### Valls i planes
- De nord a sud, la vall del Jordà la divideix en dues parts: la Cisjordània a llevant fins a la Mediterrània, i la Transjordània a ponent.
- Al sud, la plana de Wadi Araba.
- Al nord-est, l'altiplà del Golan ha estat regió volcànica, fenomen que hom també pot observar a la Cisjordània, a la regió de Tiberíades (Hittin).
- A l'est, l'altiplà de Moab té 808 m d'altitud (Nebó).
- Al litoral mediterrani, la plana de Sharon i la Shefela, fins a la franja de Gaza, són les regions més fèrtils del país i de més densitat de població.

### Rius
- El Jordà, amb 320 km, és l'únic riu amb entitat de Palestina. El Nahr al-Yarmūk i el Nahr al-Zarqā', alimenten el Jordà i l'Arnon la mar Morta. A la Cisjordània, l'Harod desemboca al Jordà, mentre que el Qishon i el Yarqon baixen a la Mediterrània. Les pluges, d'octubre a abril, són normalment escadusseres.

### Mars i llacs
- A la depressió central, és on s'obté el nivell més baix de la terra en relació amb la Mediterrània. La mar Morta amb -394 m i el llac de Tiberíades amb -208 m.

## Història

### Història bíblica
El debat sobre els drets històrics que reclamen els jueus sobre el territori de Palestina es remunta a 3.000 anys aC. En aquest debat, intervenen la història, els textos bíblics i les seves diferents interpretacions.
El nom Palestina es refereix a una regió de la costa mediterrània oriental des del mar a la vall de Jordània i des del desert del Nègueb pel sud fins a la regió dels llacs de Galilea al nord.

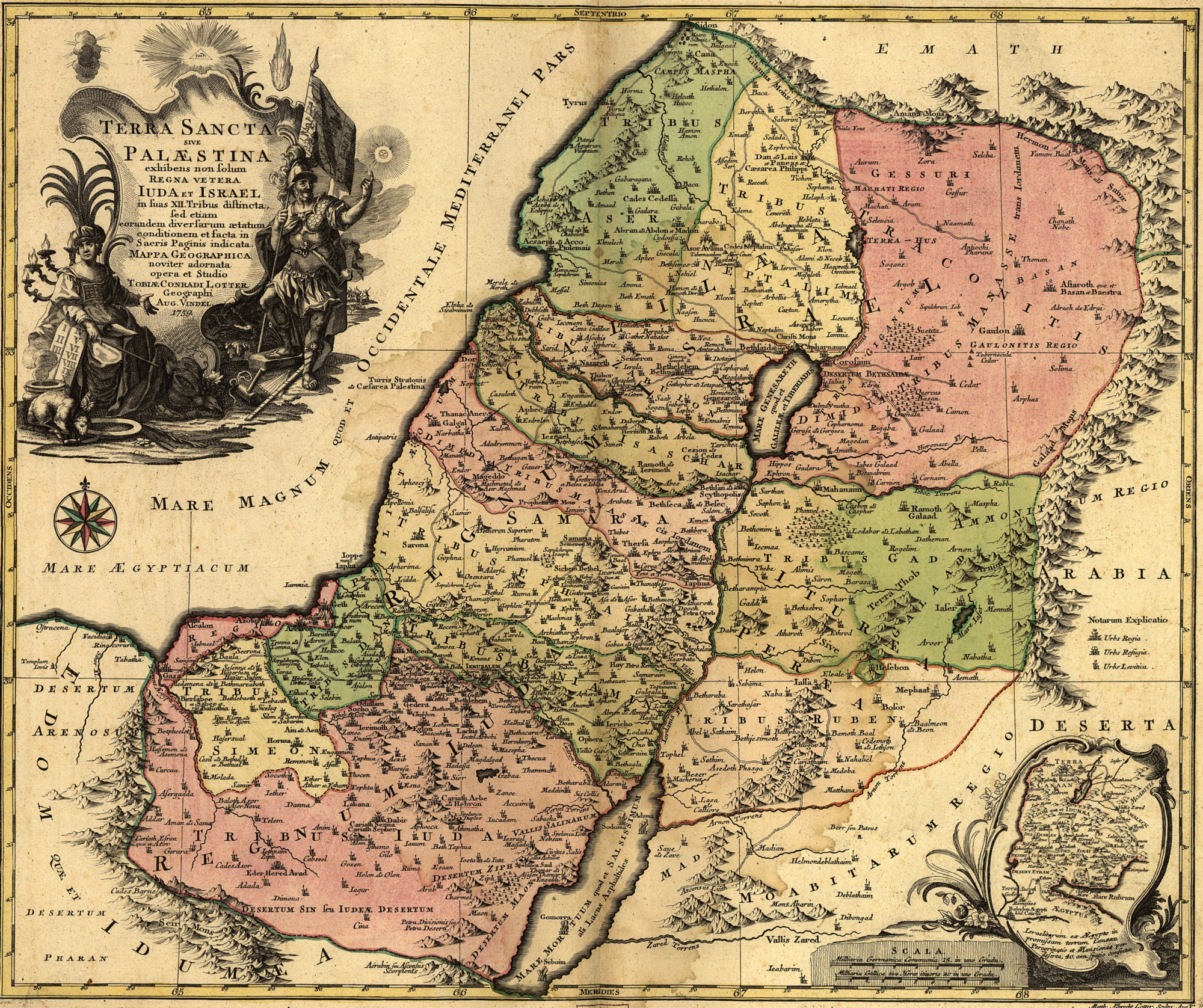
Mapa del 1759 de la Terra Santa de Palestina

Les primeres tribus de Canaan, d'origen semita, són esmentades al Gènesi: sidonites (a la costa nord), hetites (Hebron), jebusites (Jerusalem), amorites (a l'est dels hetites i a l'oest de la mar Morta), guirgaixites (regió de Sequem), hevites (al nord dels jesubites), arquites, sinites, arvadites, zemarites, i hamatites. Els cinc darrers, no se'ls esmenta a la història de Palestina i haurien emigrat cap al nord. La resta va romandre més al sud. La part sud de la costa pertanyia als cananeus, però vers el 1200 aC va passar als palestins o filisteus, que eren un dels Pobles de la Mar.
Hi havia altres tribus menors com els amalequites (al sud dels hetites i jebusites), els perizzites (a les muntanyes) i els canaanites (subtribu dels cananeus) a la costa fins al Jordà.
Els amorites tenien cinc caps o xeics: Jerusalem, Hebron, Iarmuth, Laquish i Eglon i, a més, dominaven dos regnes a l'est del Jordà: els hivites dominaven a Gibeon, Chephirah, Beeroth, Kiriath-Jearim i la terra de Mizpeh.
Els israelites, dirigits per Josuè, es van establir en aquesta terra, i van repartir el país entre les dotze tribus:
- Judà al sud i l'oest de la mar Morta
- Simeó, al sud de l'anterior
- Dan, la costa sud
- Benjamí, la zona de Jerusalem
- Efraïm, la regió de Sequem
- Manassès, la costa central
- Issacar, la regió de Bethshan
- Aser, la costa nord
- Zabuló, a l'est del mont Carmel
- Neftalí, al nord del llac Tiberíades
- Gad, a l'est del Jordà
- Rubèn, a l'est de la mar Morta

Els israelites, inicialment més una divisió religiosa que no pas ètnica (eren semites i parlaven hebreu com els cananeus), van conquerir el regne amorita de Sihon (amb capital a Heshbon) i altres ciutats estat dels cananeus i, amb el temps, forts de la seva unitat religiosa que els donava una major cohesió, van arribar a ser els amos de tot Palestina i es van unificar sota un únic rei.
Part dels jueus foren expulsats per Nabucodonosor II cap a terres de Babilònia, però amb l'adveniment dels perses els jueus foren autoritzats a retornar a la seva terra. En aquells anys, els governador portava el nom de "governador d'aquest costat del riu" (Eufrates) sense que tingués una denominació específica.
Va pertànyer a Pèrsia i després a l'imperi d'Alexandre Magne. Antígon la va dominar a partir del 321 aC i des del 301 aC va passar a Egipte. Finalment, va passar als selèucides, però el seu poder es va anar descomponent, i a la regió de Palestina foren principalment els macabeus o asmoneus els que van prendre el poder. La dinastia selèucida va perdre el poder davant Tigranes II d'Armènia (84 aC), quan ja no dominava aquestes regions. El 69 aC, Tigranes hi va renunciar a favor de Roma que, finalment, va declarar Síria província romana, però va haver de contemporitzar amb diversos poders locals establerts, sobretot al nord de Palestina.

### Època romana
Quan Aulus Gabini la va incorporar a la província romana de Síria després de derrotar Alexandre Asmoneu, fill d'Aristòbul, va formar cinc consells (sinedria), dividits en districtes (moires). Els cinc consells eren Jerusalem, Gàdara, Amatunt, Jericó, i Sepforis. El Regne de Judea tenia un governador al darrere del rei (Antípatre primer i després Fasael a Judea i Herodes a Galilea) fins que, el 40 aC, el país fou ocupat pels parts, quan Herodes estava obtenint a Roma el seu nomenament com a rei client. Els parts van donar el tron a Antígon, fill d'Aristobul, el seu aliat, però el 37 aC els romans van recuperar el país i Herodes en fou proclamat rei.
Herodes va morir el 4 aC. En la divisió del país entre els fills d'Herodes el Gran, Judea, Idumea i Samària foren assignats a Arquelau (amb títol d'etnarca), Herodes Antipes va rebre Galilea i Perea (títol de tetrarca) i Herodes Felip la Traconítida, Auranítida i Batanea.
Una vegada deposat Arquelau (any 6 dC), el seu domini fou unit a la província de Síria, però sota administració d'un prefecte de Judea subordinat del governador de Síria. El mateix va passar quan va morir Herodes Filip, fins que Calígula va formar un regne per al seu amic Herodes I Agripa, al qual es va afegir la tetrarquia de Lisànies II d'Abilene i, més tard, deposat Herodes Antipes, també la seva; Claudi hi va afegir Judea i Samària, però a la seva mort l'any 44, el regne va revertir a Roma unit a la província de Síria.
A la mort d'Herodes, rei de Calcis, aquest territori fou donat a Agripa II (Marcus Julius Agripa), però bescanviat (48 dC) per les tetrarquies d'Herodes Filip i Lisànies, a les quals Neró va afegir part de Galilea (la part tocant al llac Tiberíades) i la ciutat de Julias a la Decàpolis. Aquestos dominis van tornar a Roma en temps de Trajà (any 100).
Palestina va ser l'escenari d'una gran part dels esdeveniments narrats a la Bíblia. En temps de Jesús, el segle i, els romans dominaven Palestina des de l'any 6. A l'època de Jesús, les divisions del judaisme eren ben perceptibles perquè, a diferència de grecs i romans, creien en un sol déu. Hi havia els saduceus i els essenis, que col·laboraven amb les autoritats romanes; els zelotes, que s'oposaven feroçment al domini romà; els hassidim, temorosos que la cultura grega no fes perdre la religió jueva; i els fariseus, que es regien per normes de conducta molt rígides.
En els texts no bíblics, el terme Palestina (Palaïstinê) apareix per primera vegada sota la ploma de l'historiador grec Heròdot, al segle v aC, en referència al poble dels filisteus, vivint a la regió de l'actual Gaza. Sota el domini romà, el terme prengué un sentit més ampli per, finalment, englobar tota la regió.
Després de les revoltes jueves, els romans lluiten contra el nacionalisme jueu de l'època. Jerusalem és rebatejada (per un temps) Aelia Capitolina, i la regió és integrada dins de la província de Síria-Palestina (Syria Palæstina) després del 136.
Els descendents de David, els jueus o hebreus, habitaven aquestes terres esmentades per l'Antic Testament com la Terra promesa, fins a l'any 70, quan, per dissensions internes, els jueus són obligats pels romans a abandonar Palestina i se'ls negà el dret a tornar a Jerusalem (la diàspora).
La segona desfeta jueva en temps d'Adrià (132-135) va coincidir amb la ràpida expansió del cristianisme a les nombroses ciutats hel·lenístiques del país i de les ciutats romanes fundades per Septimi Sever i Heliogàbal.
Això s'intensifica a partir del decret imperial de l'any 313 de tolerància del cristianisme.
Amb l'inici del període romà d'Orient (330-650), la major part de la població ja és cristiana. Comença l'edificació sagrada d'esglésies i monestirs, dels quals hi ha les restes de més de 200 a Israel-Palestina.
La població jueva autòctona, que no fruïa de llibertat religiosa, política o comercial, també va erigir nombroses sinagogues sumptuoses i es conserven restes de l'obra literària i jurídica dels talmudistes, comentadors i poetes.
L'any 352, es coneix per la revolta dels jueus a Galilea, que junt amb la dels samaritans i altres lluites també entre cristians arran del monofisisme, enterboliren la pau a Palestina a l'època romana d'Orient.
Després de la dispersió dels hebreus i de l'expansió de l'islam, aquesta terra va passar a ser majoritàriament de cultura àrab i de confessió musulmana sunnita, encara que hi subsisteixin minories cristianes o jueves.

### Època musulmana
Els àrabs musulmans van ocupar Palestina, a la qual van anomenar Filistin.

### Època otomana
Durant els segles XV al xix, el territori de Palestina va estar sota la dominació otomana. Va formar els sandjaks de Gaza, Jerusalem, Nablús, Ladjdjun i Safad, dependents de l'eyalat de Damasc. El sandjak de Ladjdjun no era domini directe otomà, car estava sota jurisdicció dels beduïns locals Turabay (que algunes vegades es van revoltar).
Al segle xvii, amb freqüents canvis de governadors i revoltes locals, el domini otomà va entrar en decadència. L'estat del drus Fakhr al-Din II va dominar la regió i, entre 1595 i 1634, fou virtualment un estat independent. El 1660, Palestina fou separada d'al-Sham (la província de Damasc) i formà la província de Sayda amb les liwes de Safad i Ladjdjun. Entre 1750 i 1775, un cap local beduí, Zahir al-Umar, va dominar la regió d'Akka (Acre) i, després, Ahmad al-Djazzar va intentar fer-se independent a la mateixa regió. El 1799, Napoleó Bonaparte va ocupar Jaffa i es va trobar amb la resistència d'Ahmad, que li va impedir ocupar Acre. El 1832, fou Ibrahim Paixà d'Egipte el que va ocupar Palestina i Síria, però el 1840, sota pressió de les potències, va retornar aquests territoris al sultà. El 1853, el sultà, a petició de Rússia, va confirmar al patriarca ortodox de Jerusalem la custòdia dels llocs sants. França tenia la protecció del clergat llatí i hi havia diversos emporis comercials europeus amb els cònsols encarregats de la protecció conforme a les capitulacions (imtiyazat). Aquesta situació va donar lloc a algunes intervencions europees a l'Imperi Otomà.
L'any 1876, es va reunir el primer parlament otomà a Constantinoble, en què eren presents per primera vegada diputats palestins elegits per Jerusalem. L'any 1881, el govern otomà permet als jueus establir-se arreu de l'imperi, amb l'excepció de Palestina.

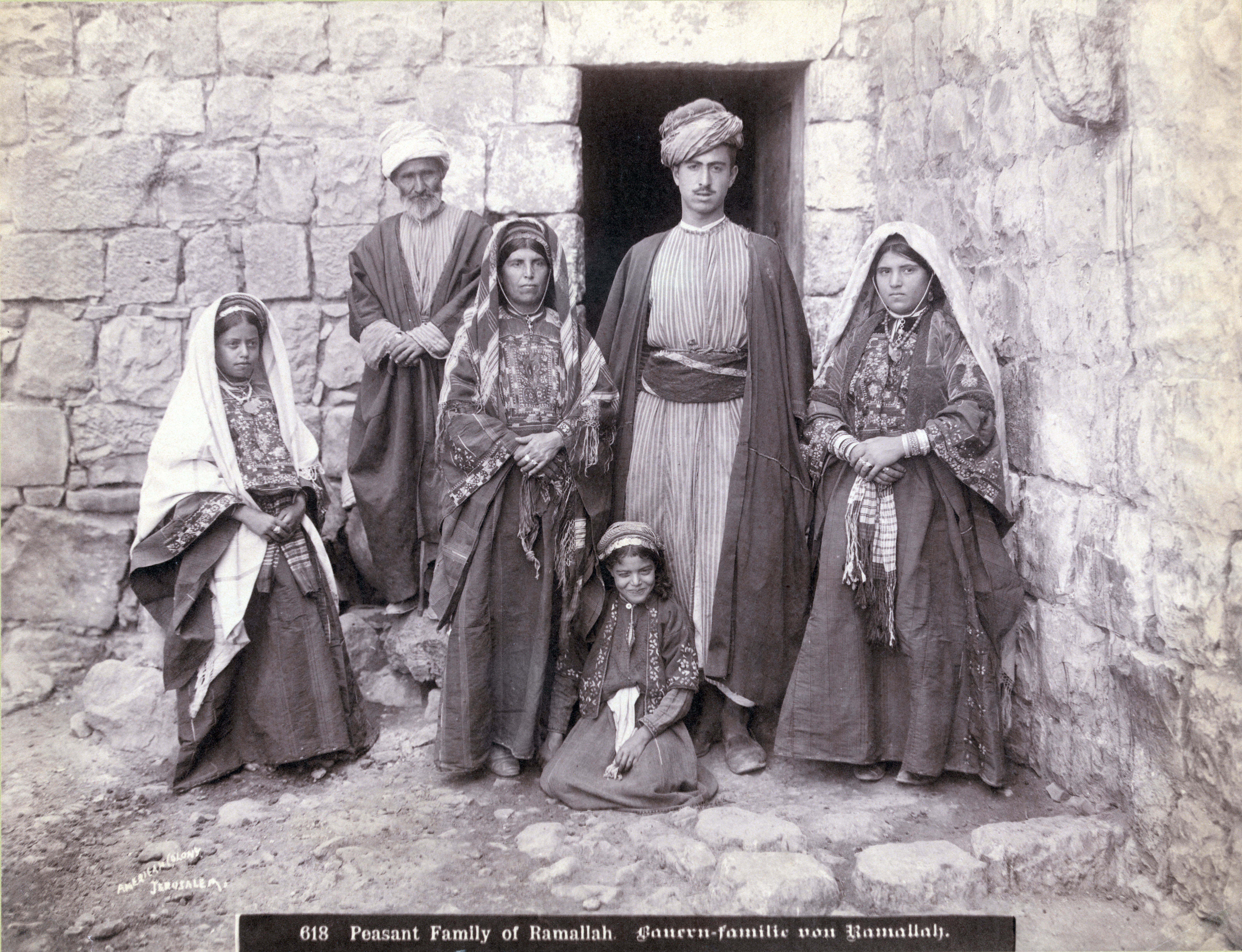
Família palestina al voltant del 1900

El 1882, es produeix la primera onada d'immigració jueva patrocinada pel baró Edmond de Rothschild, que provoca, l'any 1891, la primera protesta palestina. Fruit d'aquesta, el 1893, el govern otomà va prohibir la venda de sòl estatal als jueus a Palestina, mentre continuaven les pressions de les potències europees. El 1896, l'austríac Theodor Herzl publica el llibre Der Judensataat ('L'estat jueu'), en què advoca per la creació d'un estat jueu bé a Palestina o bé a l'Argentina. Aquesta publicació va provocar les protestes del soldà otomà Abdul Hamid II, que va dir que mai acceptaria la divisió del seu imperi.
El 1897, va tenir lloc el primer Congrés Sionista a Suïssa, en què és escollida Palestina, tot i les dificultats que comportava de tipus econòmic (escassetat de recursos) i ideològiques (mig milió d'àrabs vivien a Palestina).
El nombre de jueus a Palestina anava creixent: 70.000 el 1904 i 150.000 el 1914. Però, amb la Primera Guerra Mundial, el seu nombre va disminuir a causa del fet que Palestina va ser un dels teatres d'operacions militars.

### Història recent

Mapa del territori de Palestina en el Mandat britànic

Mapa dels territoris palestins

La història recent ve precedida per dos fets molt rellevants:
- Al segle xix, neix a Europa el moviment sionista, que pretén donar un estat per als jueus de tot el món,
- Després de la Primera Guerra mundial, s'acaba el règim otomà a Palestina i passa a ser el Mandat britànic de Palestina (1922).

Dues guspires encenen les guerres araboisraelianes: la declaració de Balfour l'any 1917 i la redacció de l'article 22 del conveni de Societat de Nacions l'any 1919, que prometia la independència a les anteriors províncies àrabs de l'Imperi Otomà.
El 1917, els britànics i la Legió Àrab van entrar a Palestina. El general Allenby va ocupar Jerusalem el 9 de desembre de 1917. El 1919, els britànics van demanar a la Societat de Nacions l'atorgament del mandat a la regió. La proposta britànica va tirar endavant amb modificacions el 1920, després del tractat de Sevres. El juliol de 1922, la Societat de Nacions concedia a Gran Bretanya el mandat que va entrar en vigor el setembre de 1923 després del tractat preliminar de Lausana (juliol de 1923), però abans de l'entrada en vigor del definitiu tractat de Lausana (agost de 1924). El mandat només abastava els territoris a l'oest del Jordà i a l'est es va establir un Regne autònom de Transjordània sota la dinastia haiximita, lligat a Gran Bretanya per tractat.
Els britànics començaren a encoratjar la immigració sionista a Palestina, i arribà un punt en què la van haver de limitar per l'amenaça que comportava en l'equilibri de la regió, després de l'advertència de la comissió de mandats de la Societat de Nacions el 1930. Aquesta immigració i la prosperitat creixent del país van despertar en els àrabs palestins la seva consciència de poble i un desig d'independència nacional que no havien conegut mai i que, l'any 1936, es transformà en rebel·lió oberta i armada contra els britànics. La direcció del moviment àrab la tenia el muftí de Jerusalem Hadjdj Amin al-Husayni, i els primers actes d'oposició van tenir lloc el 1928, continuant el 1929, 1933, 1936 i 1939 amb manifestacions àrabs a Jaffa, Haifa i Jerusalem. El 1937, els britànics van proposar per primera vegada un pla de partició de Palestina, que fou acceptat pels jueus i refusat pels àrabs. El 1939, ja hi havia 400.000 jueus a Palestina. El febrer-març del 1939, els britànics van organitzar una conferència de pau amb delegats àrabs i jueus i el maig es va publicar el llibre blanc que imposava restriccions a l'emigració i la compra de terres per jueus i demorava a deu anys la creació d'un estat palestí on àrabs i jueus compartirien el govern, excloent un estat jueu. Comença també llavors el conflicte de la Segona Guerra Mundial amb l'Holocaust, que al final de la guerra va portar a Palestina milers de jueus.
Els britànics no admetien els emigrants i això va provocar l'esclat de la violència jueva el 1946. Gran Bretanya va portar el cas a les Nacions Unides (1947), que va crear una comissió de deu membres i després un comitè especial de 57 membres, que van proposar un pla de partició amb dos estats: un d'àrab i un de jueu, i Jerusalem sota control internacional. Els àrabs el van rebutjar, però els jueus el van acceptar.
El Pla de partició és acceptat per l'ONU el 22 de novembre de 1947, malgrat l'oposició dels estats musulmans d'Àsia. El 15 de maig de 1948, va expirar el mandat i Gran Bretanya va sortir del territori. El dia abans, David Ben-Gurion havia proclamat l'estat d'Israel. Això desembocà en una Guerra civil. Després d'unes setmanes de combats, l'ONU va proclamar una treva que fou acceptada per les dues parts, però el desembre va esclatar la guerra amb els països musulmans del voltant, que els israelians van tornar a guanyar i van posar en retirada els egipcis. L'ONU va ordenar l'alto el foc i els acords d'armistici es van signar a Rodes el 24 de febrer de 1949, posant fi a la guerra i passant Israel a controlar de facto el 77% de Palestina, molt més que allò previst en el pla de partició de l'ONU. Uns 800.000 palestins foren expulsats de les seves terres. Cisjordània va passar sota administració de Transjordània i Gaza sota administració egípcia.
Els palestins, instal·lats en camps de refugiats a Líban i Jordània, començaren a organitzar-se en bandes destinades a combatre Israel. Així, el 1956 van crear al-Fatah i el 1964 l'Organització per a l'Alliberament de Palestina (OAP).

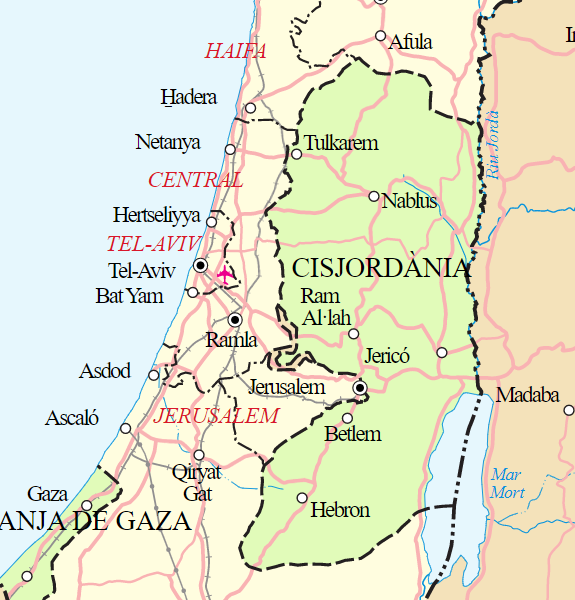
Cisjordània

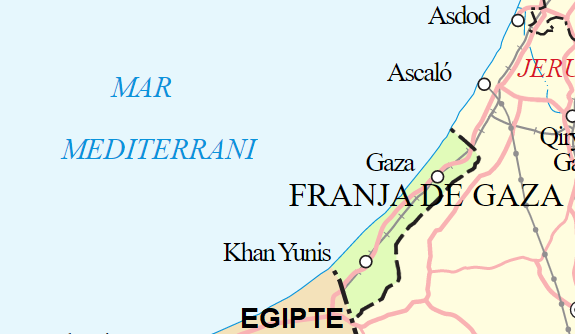
Franja de Gaza

El 5 de juny de 1967, Israel va atacar Síria, Jordània i Egipte en una guerra llampec coneguda com la Guerra dels Sis Dies. L'exèrcit israelià va envair parts d'aquests tres països en sis dies, per després retirar-se'n. Mentrestant, però, va acabar d'ocupar els Alts del Golan pertanyents a Síria, el Sinaí d'Egipte i la totalitat de Palestina, és a dir, Gaza i Cisjordània, que des de llavors es coneixen com els Territoris Ocupats Palestins.
El 1974, l'Organització per l'Alliberament de Palestina obtingué l'estatus d'observador permanent a l'ONU i el 1976 esdevingué membre de ple dret de la Lliga Àrab i del Moviment de Països No Alineats.
El 1978, se signen els acords de Camp David entre Israel, Egipte i els Estats Units, pel qual el segon reconeixia l'estat jueu i recuperava el Sinaí, i Israel es comprometia a dotar d'autonomia la Cisjordània i Gaza. La colonització israeliana als territoris ocupats palestins, i la declaració de Jerusalem com a capital eterna d'Israel el 1980 mantingueren la confrontació d'Israel amb el món àrab, especialment amb l'OAP i Síria. Israel s'annexà el Golan el 1981 i incrementà els atacs contra diversos països àrabs. El 1982, en la Guerra Civil libanesa, Israel destruí les bases que emprava l'OAP per llançar atacs i míssils al nord de l'estat d'Israel i aquests fets donaren inici a la Primera Guerra del Líban. A més, l'aviació israeliana atacà el quarter general de l'OAP a Tunísia. El 1987, la tensió culmina amb la revolta de la intifada en els territoris ocupats, promoguda per l'al-Fatah de l'OAP.
El novembre del 1988, el Consell Nacional de Palestina proclamà a Alger l'estat independent de Palestina amb capital a Jerusalem, reconegut per un bon nombre d'estats.

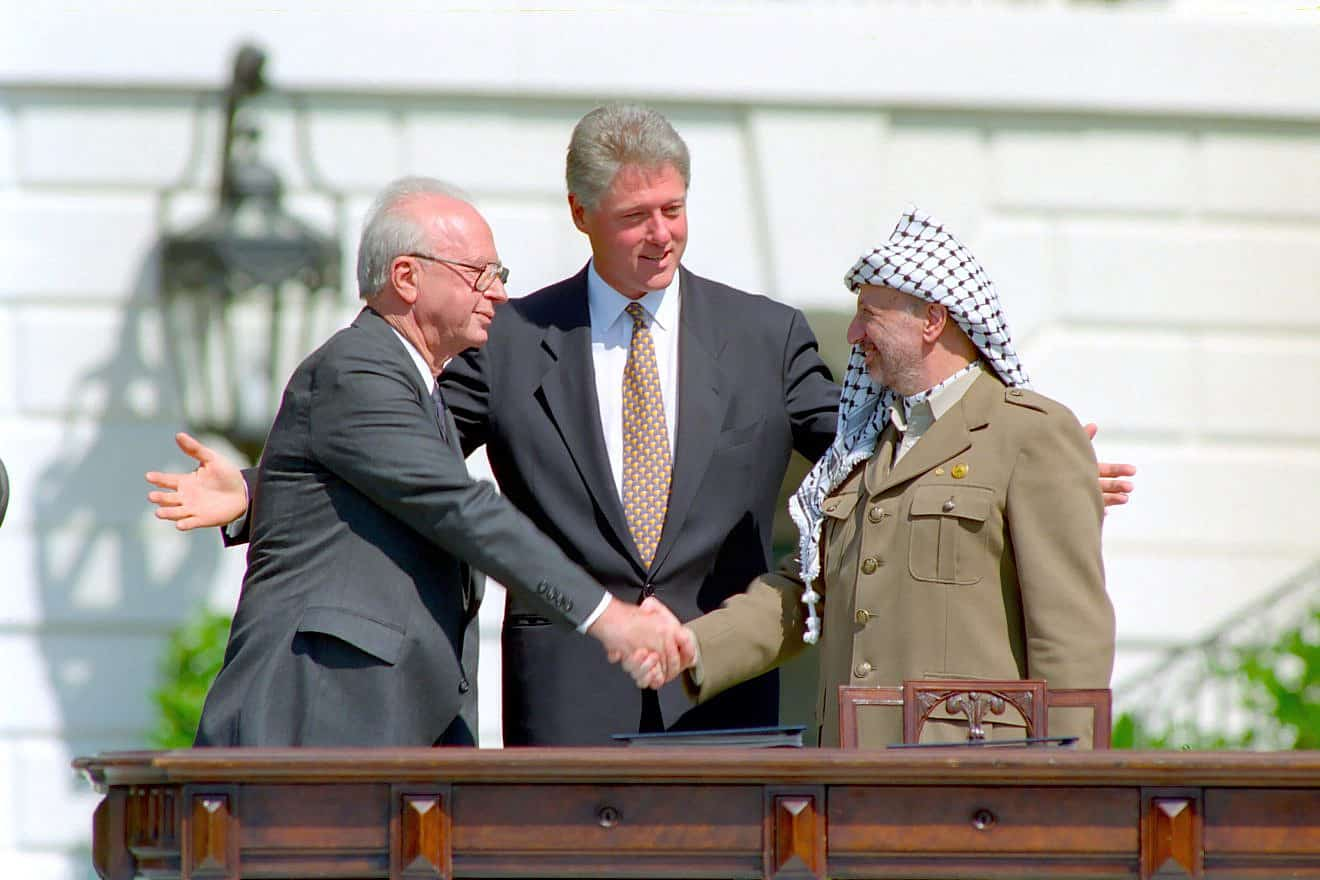
Rabin, Clinton i Arafat signen els acords de pau d'Oslo

El 1993, accedeixen al govern israelià els laboristes, fet que desbloqueja les negociacions. El setembre d'aquest any, el sector de l'OAP dirigit per Iàsser Arafat i Israel signaren els acords de pau d'Oslo, patrocinats per l'ONU i els EUA, pels quals s'havia de materialitzar la doctrina de pau per territoris. L'acord, però, no fou ben rebut pels extrems d'ambdues parts. Tingué l'oposició del Likkud i els ultraortodoxos jueus i, de la part palestina, fou rebutjat per Hamàs, Hesbol·là i altres grups radicals.
L'acord consistia en el fet que els guerrillers havien d'abandonar el país a canvi de no tocar els camps de refugiats. Les milícies libaneses van dur a terme matances als camps de refugiats de Sabra i Xatila (més de 3.000 assassinats). Això va provocar que el llavors primer ministre d'Israel, Ariel Xaron, hagués de dimitir.
El 12 d'abril de 1994, Israel i l'OAP conclouen al Caire l'acord sobre la policia palestina que es desplegà a Gaza i Jericó, segons el qual incloïa 9.000 efectius. El 1995, hi ha la celebració de les primeres eleccions que donen el poder a Arafat.
Però, la situació es va agreujar amb la persistència del terrorisme i en accedir el Likkud al govern israelià el 1996. L'arribada de Benjamin Netanyahu significà la ruptura de facto del procés de pau, compaginat amb l'augment del terrorisme palestí posen en seriós perill l'estabilitat regional. El 1998, Netanyahu i Arafat signen l'acord de Wye Plantation, que no es compleix.
L'arribada d'Ehud Barak a la direcció del govern al maig del 1999 representà una relaxació de les relacions, pel seu compromís de complir els acords. La visita, al setembre del 2000, del líder del Likkud Ariel Xaron a llocs sants musulmans provocà l'esclat de l'onada de violència més greu dels darrers anys anomenada la intifada d'Al-Aqsà. La pressió militar local va obligar Israel a deixar el Líban, deixant 20.000 morts entre libanesos i palestins. Amb l'arribada de Sharon al poder, el 2001, es du a terme una duríssima campanya militar dirigida a "neutralitzar" els terroristes palestins i forçar el confinament de qui Israel acusà de connivència amb els atemptats, Arafat.
El 2003, es comença la construcció d'un mur de "seguretat" a Cisjordània per separar la zona palestina de Cisjordània dels territoris habitats per israelians.
Els darrers anys s'han caracteritzat per un lent procés agredolç de morts, treves, atemptats suïcides i apropaments per a la pau. L'11 de novembre del 2004 mor Arafat, que des de feia uns quants dies estava internat en un hospital militar de París. Es produeixen gestos d'alliberament de presos i, el febrer del 2005, Ariel Sharon i Abu Mazen pacten un alto el foc. L'exèrcit israelià abandona Gaza l'11 de setembre del 2005.
El 29 de novembre del 2005 es juga al Camp Nou el Partit per la Pau.
El 25 de gener del 2006, el moviment islàmic Hamàs guanya per majoria absoluta les eleccions legislatives a Palestina en què participava per primera vegada. El juliol del 2006, Israel, en represàlia pel segrest de dos soldats per guerrillers, va bombardejar el Líban intensament destruint gran part de les infraestructures civils i va envair la part sud, però, tot i l'acció espectacular de l'aviació i míssils de llarg abast, fracassà en la lluita de proximitat i es va haver de retirar sense aconseguir els objectius fixats. El libanesos de Hezbol·là ho van considerar una victòria militar sobre Israel i ho van celebrar massivament.

## Evolució moderna de Palestina
Fonts del segle XIX es refereixen a Palestina com s'estenia des del mar fins a la ruta de les caravanes, presumiblement la ruta Hejaz-Damasc a l'est de la vall del riu Jordà. Altres es refereixen a això com s'estén des del mar fins al desert. Abans de la victòria de les potències aliades a la Primera Guerra Mundial i de la partició de l'Imperi otomà , que va crear el mandat britànic al Llevant , la major part de la zona nord del que avui és Jordània formava part de la Vilayet otomana de Damasc (Síria) . ), mentre que la part sud de Jordània formava part del Vilayet de Hejaz. El que més tard esdevingué la Palestina sota el Mandat Britànic va ser a finals de l'època otomana dividida entre els Vilayet de Beirut (Líban ) i els Sanjak de Jerusalem. L' Organització Sionista va proporcionar la seva definició dels límits de Palestina en una declaració a la Conferència de Pau de París el 1919 .
Els britànics van administrar la Palestina sota el Mandat Britànic després de la Primera Guerra Mundial, havent promès establir una pàtria per al poble jueu. La definició moderna de la regió segueix els límits d'aquesta entitat, que es van fixar al nord i a l'est el 1920-23 pel mandat britànic per a Palestina (incloent el memoràndum de Transjordania) i l'acord de Paulet-Newcombe i al Sud seguint l'acord de frontera turcoegipci de 1906.
|  |  |  |  |  |  |  |  |  |
|  |  |  |  |  |  |  |  |  |

### Visió general de l'administració i la sobirania a Israel i els territoris palestins
| Àrea              | Àrea                                 | Administrat per | Reconeixement de l'autoritat de govern                                   | Sobirania reivindicada per                                            | Reconeixement de la reclamació                                                                     |
| ----------------- | ------------------------------------ | --- | ------------------------------------------------------------------------ | --------------------------------------------------------------------- | -------------------------------------------------------------------------------------------------- |
| Franja de Gaza    | Franja de Gaza                       | Autoritat Nacional Palestina (de jure ) Controlada per Hamàs (de facto )                                            | Testimonis de l'acord d'Oslo II                                          | Estat de Palestina                                                    | 139 estats membres de l'ONU                                                                        |
| Banc de l'Oest    | Enclavaments palestins (àrees A i B) | Autoritat Nacional Palestina i exèrcit israelià                                                                     | Testimonis de l'acord d'Oslo II                                          | Estat de Palestina                                                    | 139 estats membres de l'ONU                                                                        |
| Banc de l'Oest    | Àrea C                               | Llei de l'enclavament israelià (assentaments israelians) i militars israelians (palestins sota ocupació israeliana) | Testimonis de l'acord d'Oslo II                                          | Estat de Palestina                                                    | 139 estats membres de l'ONU                                                                        |
| Banc de l'Oest    | Jerusalem Est                        | administració israeliana                                                                                            | Hondures , Guatemala , Nauru i els Estats Units                          | Estat de Palestina                                                    | Xina , Rússia                                                                                      |
| Jerusalem Oest    | Jerusalem Oest                       | administració israeliana                                                                                            | Rússia , República Txeca , Hondures, Guatemala, Nauru i els Estats Units | Nacions Unides com a ciutat internacional juntament amb Jerusalem Est | Diversos estats membres de l'ONU i la Unió Europea ; la sobirania conjunta també té un gran suport |
| Alts del Golan    | Alts del Golan                       | administració israeliana                                                                                            | Estats Units                                                             | Síria                                                                 | Tots els estats membres de l'ONU excepte els Estats Units                                          |
| Israel (correcte) | Israel (correcte)                    | administració israeliana                                                                                            | 164 estats membres de l'ONU                                              | Israel                                                                | 164 estats membres de l'ONU                                                                        |